# フォールブルフ
座標: 北緯52度04分 東経4度22分 / 北緯52.067度 東経4.367度

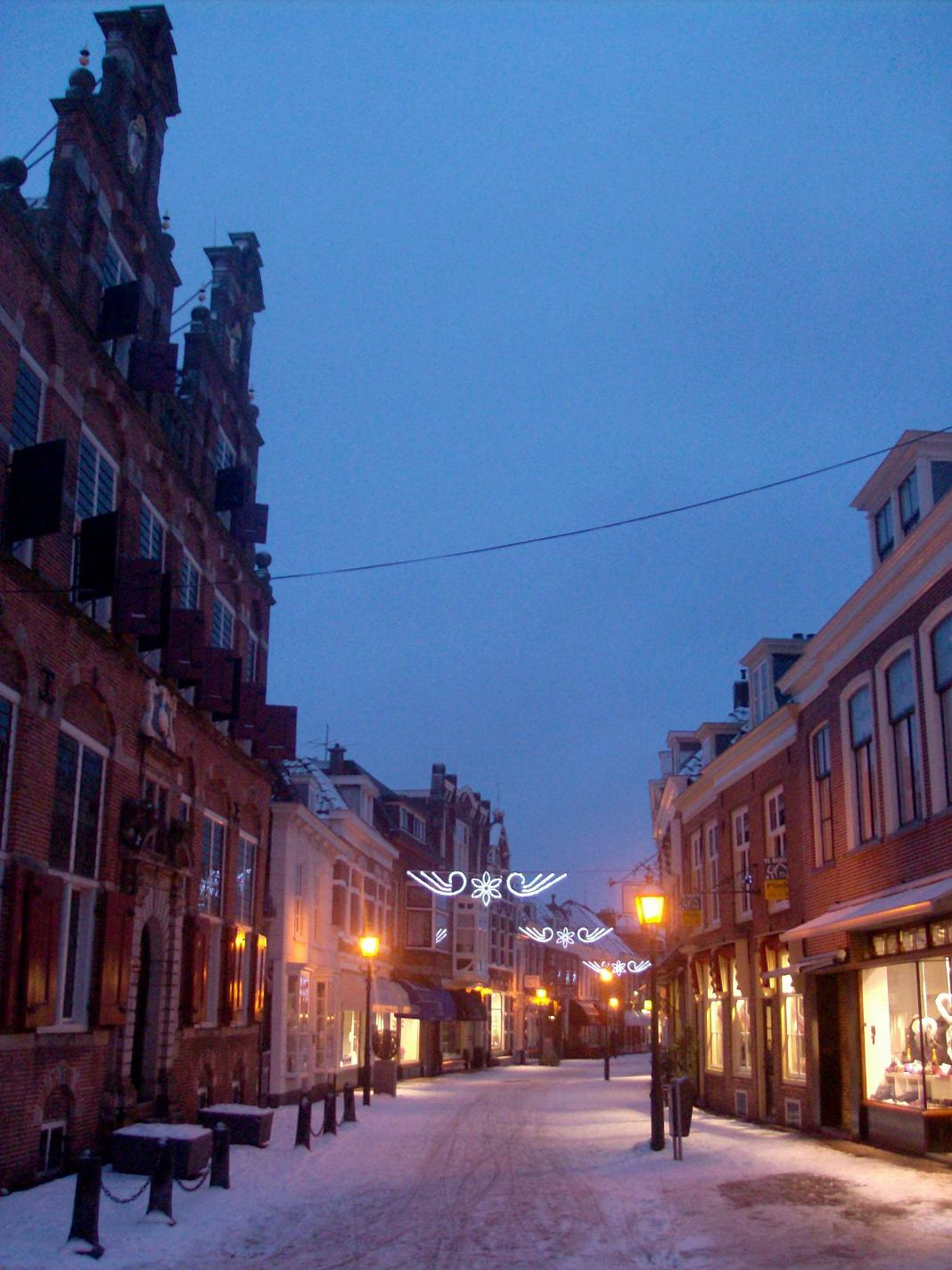
中心部のヘレン通り (Herenstraat, Heren Street)

フォールブルフ (Voorburg、フォールブルグ、フォーブルフとも) はオランダの南ホラント州西部にある都市で、旧自治区である。2002年に、ライチェンダムとストンプヴァイクが、“ライチェンダム-フォールブルフ” (Leidschendam-Voorburg) として統合され新都市となった。人口約39,000人。オランダで最も古い都市とされており、1988年に設立2000年の祝祭が行われた。 ハーグ市に隣接し、その郊外地区と見なされることが多い。

## 歴史

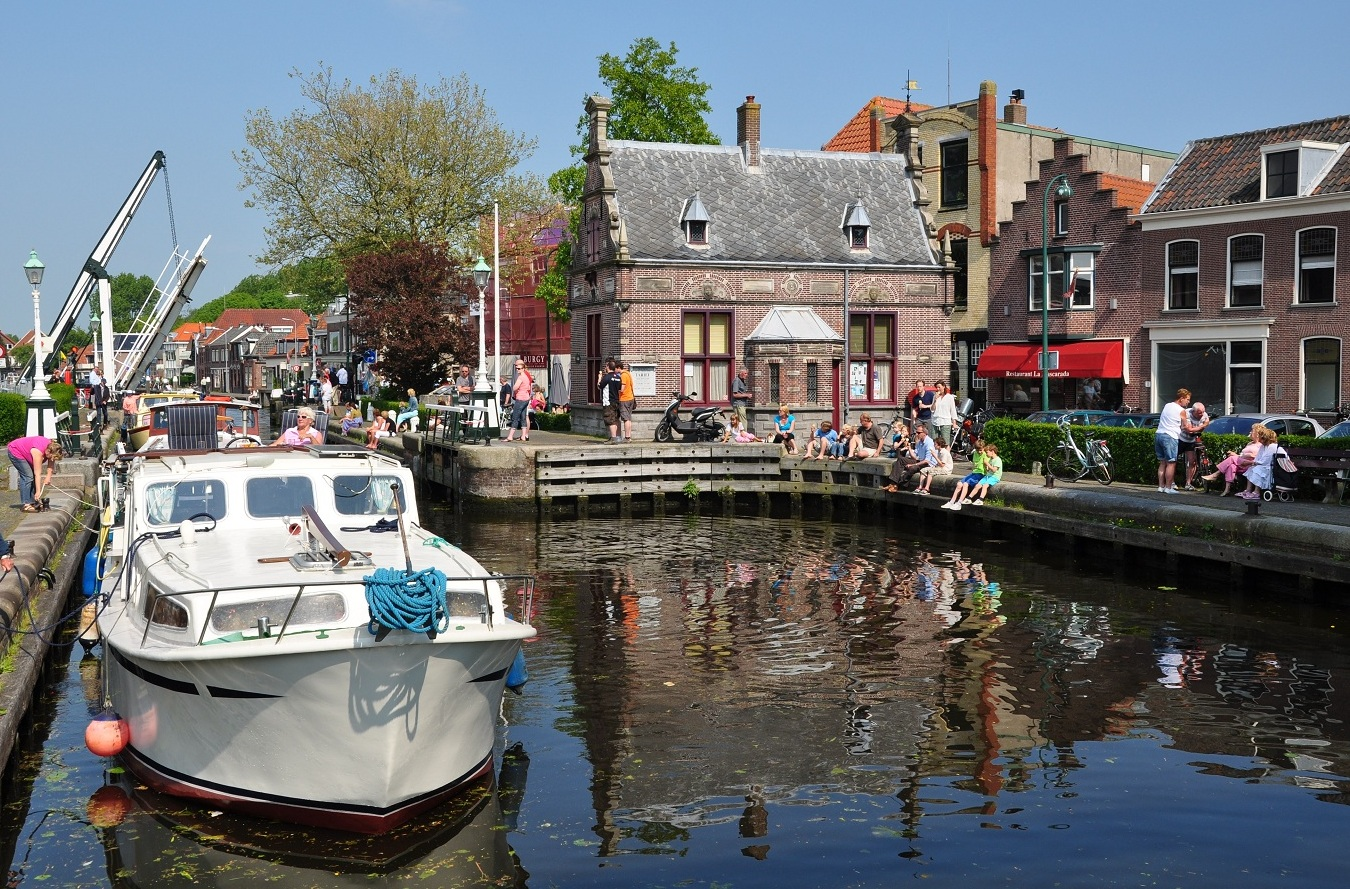
レイン＝スヒー運河 (Rijn-Schie canal)

2世紀にそのルーツを持つフォールブルフは、ローマ帝国から自治権を得た当時の3つの自治体の中でも最も人口密度の高い都市であり、フォーラム・ハドリアニ (Forum Hadriani) として知られるようになった。紀元前47年にローマ帝国の軍師であったコルブロ (Corbulo) によって造られた、ライン川とマース川を結ぶ大運河であるフォッサ・コルブロニス (羅: Fossa Corbulonis) 沿いに位置している。現在ではこの運河はレイン＝スヒー運河 (Rijn-Schie canal) 、より一般的にはフリート (Vliet) として知られており、都市の主要なランドマークとなっている。
フォールブルフに住んだ著名人には、フリートに隣接し、幾何学的デザインに整えられた庭園を持つホフヴェイク (Hofwijck) と呼ばれる小さな邸宅で多くを過ごした17世紀の作家・詩人コンスタンティン・ホイヘンスなどがいる。彼の息子で著名な天文学者・数学者のクリスティアーン・ホイヘンスもフォールブルフの邸宅で数年を過ごした。主要鉄道駅に隣接するこの邸宅は、現在では博物館になっている。
哲学者のバールーフ・デ・スピノザは1663年から1670年をフォールブルフで過ごした。その間に彼は論文 “エチカ” の執筆やヨーロッパ中の科学者、哲学者、神学者たちとの交流を深めた。また、当時オランダ国内で力を強めていた正統カルバン派のオランダ総督オラニエ公に対して非宗教的な立憲政治を目指す共和派の理論的支持を広めるために、オランダの州議会の法律顧問  であったヨハン・デ・ウィットの支持により、1670年には “神学・政治論” を執筆、出版した。
2009年まで、フォールブルフには国の統計機関の主要支局であるCBS (セー・ベー・エス) があり、統計データのほとんどを政府に提供していた。その年、CBSはハーグ周辺の開発区の一つであるライチェンフェーン (Leidschenveen) の数キロ東に移設された。

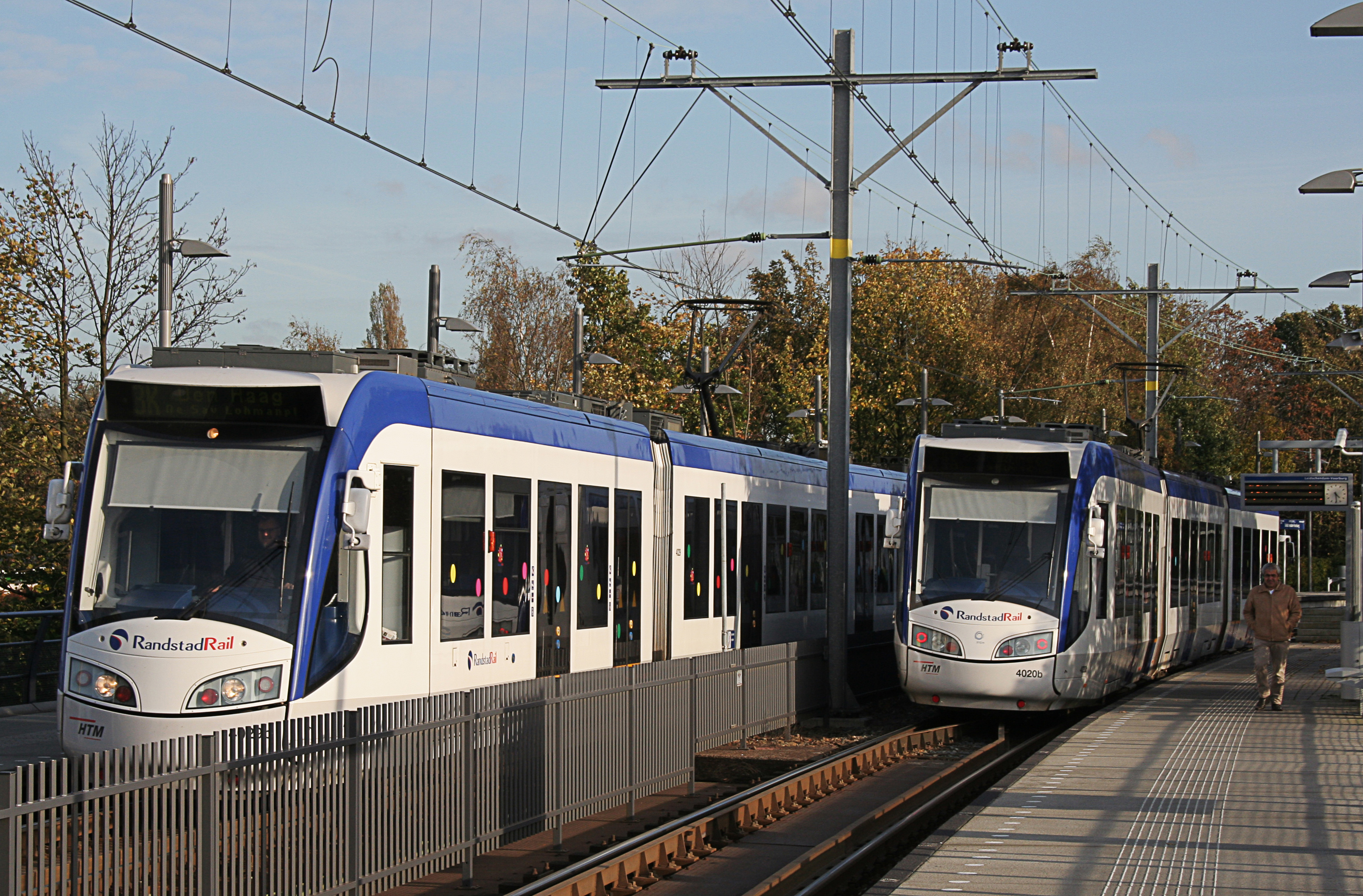
ランドスタット鉄道ライチェンフェーン＝フォールブルフ線

2006年まで、フォールブルフにはフォールブルフ駅、フォールブルフ・ト・ロー駅、ライチェンフェーン＝フォールブルフ駅  の3つの鉄道駅が存在した。後者2駅はランドスタット鉄道の路線である。フォールブルフ駅はかつて、鉄道会社との恒久的合意により全ての通過列車が停車するインターシティ停車駅 (Intercity station) であったが、新設駅の登場によりその役目を譲ることとなった。

## フォールブルフ・クリケット・クラブ(VCC)ヴェストフリート・スポーツパーク、ハーグクリケット場

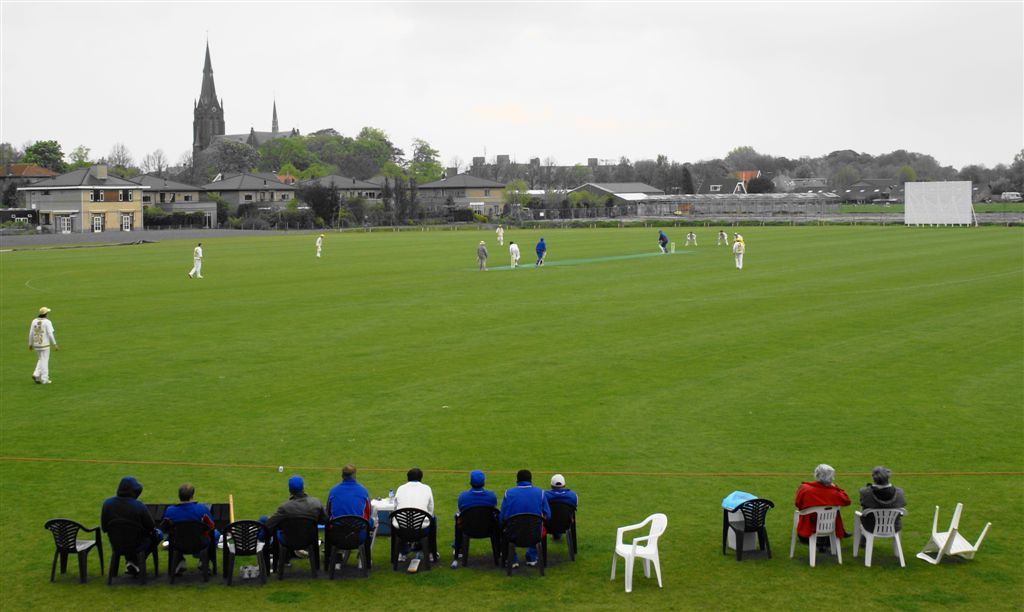
フォールブルフ・クリケット・クラブ

フォールブルフ・クリケット・クラブ (VCC) ヴェストフリート・スポーツパーク・クリケット場は、オランダの最新ODI会場として、ICC (国際クリケット評議会) の承認を得ている。ODIステータス取得の際、アムステルフェーンのVRAクリケット場とロッテルダムのハーゼラーヴェフ・クリケット場に所属。 2012年7月、バングラデシュはスコットランド及びオランダと国際試合であるトゥエンティ20 (トゥエンティトゥエンティ) で試合を行った。

## フォールブルフ出身の著名人
- ヨハン・デ・メイ、作曲家、指揮者、トロンボーン奏者
- エルイェロ・エリア、サッカー選手
- マルセラス・エマンツ（英語版）、作家
- ギヨーム・フルーン・ファン・プリンステラー（英語版）、政治家、歴史家
- エイソン・ジェイミ（英語版）、政治家、運動家
- ロバート・イェンセン（オランダ語版）、ラジオ・TVプレゼンター
- ジャーニー・カーグマン（英語版）、歌手
- ヘルベン・カルステンス、元自転車競技選手
- コース・カイザー（オランダ語版）、オランダ競歩チャンピオン、農業における電気文化の再発明者
- カレン・マルダー元ファッションモデル
- ユリアン・トーマス（英語版）、シンガーソングライター
- ダーン・ファン・バンジ（英語版）、クリケット選手
- ピーター・ヴィンセミアス（英語版）、政治家